# 父辈足迹
《父辈足迹》，是一齣2012年亞美尼亞劇情片，由娜塔莉亚·贝雅斯科執導，講述一名納戈爾諾-卡拉巴赫戰爭的亞美尼亞老兵和他陣亡戰友的女兒之間的友誼，紀念亞美尼亞獨立和亞美尼亞武裝部隊成立20週年。

## 故事大綱
俄羅斯和亞美尼亞混血女孩薩沙（Sasha）到亞美尼亞尋找納戈爾諾-卡拉巴赫戰爭的老兵、陣亡父親的同袍古根（Gurgen），並告訴他自己打算到陣亡父親的墳墓種一棵樹；但古根並不太想協助她，只是叫她到村內找父親的其他同袍。古根最後回心轉意，到自己的車房盜去一輛車，開始和薩沙的旅程。他們聯繫其他薩沙父親的同袍後，古根既難過又內疚，因為薩沙父親是為營救被俘的他而死；他更是不知如何告訴薩沙她父親的墳墓是在國界的另一端。
當他們一行人到達哨站後，司令員不讓他們通過國界，但薩沙和古根在該晚終於能夠到薩沙父親位於阿塞拜疆的墳墓處種樹。日出後，一名阿塞拜疆村民發現了薩沙和古根，並用步槍抓住他們；村民詢問後明白他們此行的目的，隨即淚如泉湧，因為他正正是在納戈爾諾-卡拉巴赫戰爭中失去了10歲的兒子。薩沙和古根答應在他兒子位於亞美尼亞的墳墓種樹，村民便把他們放行。
他們一行人在小男孩的墳墓種樹後，開始回到城裡。當他們中途休息時，古根偷來的車主人的保鏢趕上了他們，並把車開走了，古根和其他薩沙父親的同袍束手無策；薩沙沒有看到這一幕，她發現老兵們後，以自己拙劣的亞美尼亞語問：“你們沒事吧？”老兵們聽見她可怕的亞美尼亞語後，歇斯底里地笑作一團。

## 獎項
《父辈足迹》被亞美尼亞當局推派參加第85屆奧斯卡金像獎最佳外語片獎的競賽（美國影藝學院每年邀請每個國家推派一部劇情片），但最終沒有獲獎；演員瓦哈格·西蒙恩獲得第3届北京国际电影节天壇獎的最佳男配角獎，電影亦獲最佳音乐獎。

## 抄襲爭議
阿塞拜疆作家葉利欽·胡辛比指《父辈足迹》和他所著的故事《落在眼睛》的情節有大量相似。胡辛比指《落在眼睛》作於2010年初，並在2010年2月27日刊登於在第525期《公報》和《人民的友誼》6月刊上。阿塞拜疆作家聯會在新聞發布會上討論此事，阿塞拜疆版權署代表亦有出席，胡辛比又建議版權署就此事聯絡負責電影獎項的機構。不過，邁克爾·波戈相指他於2010年年初在和數名經歷過戰爭的人會面後寫下劇本，電影製作則於該年春季開始。波戈相又指亞美尼亞人同樣可以指責阿塞拜疆人竊取亞美尼亞電影《嚮往》的情節，因為主角同樣是在越過國界於自己家鄉死去。

## 外部連結
- YouTube上的Եթե բոլորը... If Only Everyone... Ամբողջական ֆիլմ HD（完整電影）
- 互联网电影数据库（IMDb）上《父辈足迹》的资料（英文）